# Craig Roberts Stapleton
Craig Roberts Stapleton (* 17. dubna 1945 Kansas City, Missouri) je americký manažer a diplomat, funkcionář Republikánské strany. Je vnukem Benjamina F. Stapletona, starosty Denveru. Vystudoval Harvardovu univerzitu a získal titul Master of Business Administration na Harvard Business School. Byl ředitelem realitní firmy Marsh & McLennan Companies, působil ve vedení Mírových sborů a CERGE-EI. Bratrancem jeho manželky je bývalý prezident George H. W. Bush, spolu vlastnili v letech 1989 až 1998 baseballový klub Texas Rangers. V letech 2001–2004 byl velvyslancem Spojených států amerických v České republice, v letech 2005–2009 zastával úřad amerického velvyslance v Paříži a Monaku. Byla mu udělena Medaile Jana Masaryka a Řád Čestné legie. Je spolumajitelem vinařství Springer-Stapleton v Bořeticích.